# Knack (Computerspiel)
Knack ist ein vom japanischen Entwicklerstudio SIE Japan Studio exklusiv für die PlayStation 4 entwickeltes Action-Adventure mit Elementen aus Jump ’n’ Run und Beat ’em up. Federführend bei der Entwicklung war Game Designer Mark Cerny, der zum Entstehungszeitpunkt als Lead System Architect auch maßgeblich verantwortlich war für die Entwicklung der PlayStation 4 war. Das Spiel wurde herausgegeben von Sony Interactive Entertainment (bis April 2016 Sony Computer Entertainment Inc.). Ein Nachfolger, Knack 2, wurde 2016 auf der Playstation Experience angekündigt und am 5. September 2017 veröffentlicht.

## Handlung
In einer futuristischen Gesellschaft hat die Menschheit technologische Fortschritte gemacht, indem sie die Energie von Relikten, physischen Überresten einer verlorenen Zivilisation, geerntet hat. Nachdem eine Gruppe von Goblins mit Panzern einen menschlichen Außenposten überrannt hat, organisiert die Stadt Newhaven eine Expedition, um herauszufinden, wie die Waffen beschafft wurden. Der Forscher Ryder meldet sich freiwillig und schließt sich dem milliardenschweren Industriellen Viktor und seiner Sicherheitschefin Katrina an. Doktor Vargas führt seine Schöpfung Knack vor, einen aus Relikten bestehenden Organismus, der seine Größe kontrollieren kann. Knack, Vargas und sein Assistent und Ryders Neffe Lucas nehmen daraufhin daran teil. Die Gruppe verfolgt die Waffen bis zu einer Goblin-Festung. Viktor treibt ein doppeltes Spiel mit den anderen, indem er Lucas entführt und Vargas und Knack zwingt, ihm zu folgen. Als Viktor in seinen Palast zurückkehrt, enthüllt er Vargas, Knack und Lucas eines von vielen riesigen Relikten, mit denen er die Welt in eine neue technologische Revolution führen will. Das Trio flieht vor Viktor. Die drei vermuten, dass Ryder bei einer Explosion im Berg ums Leben gekommen ist. Vargas erhält Charlottes Nachricht und setzt das Luftschiff in Bewegung, um zur Fabrik zu fliegen. Viktor stellt ihnen eine Falle und wirft sie aus dem Flugzeug, aber Knack rettet Vargas und Lucas. Sie treffen sich wieder mit Charlotte und fliegen mit ihrem Flugzeug ab. Viktor gelingt es, die Tür in der Trogdo-Mine zu öffnen und eine uralte Kammer zu enthüllen, die eine Kugel enthält, die ihn auflöst. Sofort tauchen das Gebiet und die Wächter aus dem Boden auf. Charlottes Schiff wird beschädigt, so dass die Gruppe landen muss, und Knack macht sich auf, um die Kugel zu konfrontieren. Sie heftet sich an einen Wächter, gegen den Knack kämpft und die Kugel zerstört. Die Quelle ist ausgelöscht, und das riesige Steinwerk zieht sich in den Untergrund zurück.
In Newhaven wird eine Parade für die Gruppe abgehalten, bei der Knack, Vargas und Lucas Orden erhalten. Während Vargas eine Laudatio auf Ryder hält, läuft Ryder mit Katrina durch eine Wüste in Richtung Stadt.

## Spielprinzip
Knack ist ein Action-Adventure, in dem der Spieler den Protagonisten Knack durch eine Reihe von langen, linearen Leveln steuert, während er Feinde wie Menschen, Roboter und Fahrzeuge bekämpft, geheime versteckte Objekte findet, die Knack Upgrades geben, klettert, Objekte zerstört und Sprung- und Schalter-basierte Rätsel löst. Die Perspektive, in der das Spiel gespielt wird, ähnelt der in den God-of-War-Spielen. Die Kamera folgt Knack in einer Kombination aus Third-Person- und 2½D-Winkeln. Der Spieler steuert nur Knack und kontrolliert nicht die Kamera.
Der Spieler steuert Knack und hat für jeden seiner Zustände unterschiedliche Fähigkeiten, auch wenn der Spieler in erster Linie die Fähigkeiten des Schlagens, Springens und Ausweichens nutzt. Ein kleiner Knack springt höher, bewegt sich schneller und ist schwach und zerbricht bei einer geringen Anzahl von Treffern, während ein großer Knack über Feinde hinweggehen kann, um sie zu besiegen, und große Objekte wie Fahrzeuge und Gebäude aufheben oder zerstören kann.

## Rezeption
Tom McShea von GameSpot lobte einige Elemente des Spiels, wie die Umgebungen, kritisierte aber auch die Story, das Gameplay und den „überraschend hohen“ Schwierigkeitsgrad. Letztendlich sei das immer noch das Wichtigste – egal, in welcher Generation man sich befände. Dale North von Destructoid bezeichnete das Spiel als „einen lustigen Zeitvertreib, der definitiv ein Spiel wert ist. Ich empfehle, das Spiel in kleineren Dosen zu spielen oder die Drop-in/Drop-out-Kooperation auszuprobieren, die definitiv hilfreich ist, wenn es hart auf hart kommt.“ McKinley Noble von VentureBeat nannte das Spiel „ein solides Abenteuer mit überraschender Sorgfalt, die in viele Elemente gesteckt wurde, die für die meisten Spiele selbstverständlich sind“, beklagte aber die begrenzten Kämpfe, das lineare Gameplay und den geringen technischen Feinschliff des Spiels. In Japan bewertete Famitsu das Spiel in seiner PlayStation-4-Launch-Ausgabe im Februar 2014 mit einer Sechs, einer Sieben, einer Acht und einer Sieben, insgesamt also 28 von 40 Punkten.

## Entwicklung
Knack war als PlayStation-4-Entsprechung eines Crash-Bandicoot-Titels gedacht. Knack war das erste PS4-Spiel, das der Öffentlichkeit vorgestellt wurde. Aufgrund der absichtlichen Ähnlichkeiten von Knack mit der erfolgreichen Crash-Bandicoot-Reihe hielt Sony Computer Entertainment es für eine kluge Geschäftsentscheidung, Knack als unverzichtbaren PS4-Titel zu vermarkten. Cerny versuchte, mit dem Spiel eine doppelte Zielgruppe anzusprechen, und zwar sowohl Core-Gamer als auch Spieler, die „noch nie in ihrem Leben einen Controller in die Hand genommen haben“.
Cerny räumte später ein, dass dies „uns vielleicht ein bisschen in die falsche Richtung geführt hat“, wobei er feststellte, dass das Spiel nicht nur beide Gruppen von Spielern ansprechen sollte, sondern auch ein Launch-Titel für das System sein musste. Nach einem Interview mit Cerny über die Fortsetzung hatte Polygon-Reporter Colin Campbell den Eindruck, dass das Original „unter weniger als idealen Bedingungen“ entstanden war. Cerny wollte ein „Crash Bandicoot des 21. Jahrhunderts“ machen und wollte, dass das Spiel einen geringeren Umfang hat als andere zeitgenössische Spiele zu dieser Zeit.
Trotz jahrelanger Erfahrung in der Branche war Knack das erste Spiel, bei dem Cerny Regie führte. Gegenüber der Website Gamasutra erklärte er: „Damals hatten wir keine Regisseure, denn wenn man ein Projekt mit drei Personen hat, macht man sich keine Gedanken darüber, jemanden 'Regisseur' zu nennen.“ Ursprünglich hatte Cerny vor, sich mehr aus der Verantwortung zu stehlen und nur als Produzent aufzutreten, aber als das Spiel wuchs, wurde er immer stärker involviert und schließlich zum Regisseur.
Um den Start des Spiels zu fördern, veröffentlichten Sony Computer Entertainment und Japan Studio am 6. November 2013 ein kostenloses Handyspiel namens Knack's Quest. Dabei handelt es sich um ein Kachelpuzzle für iOS- und Android-Geräte. Das Spiel ermöglicht die Verbindung mit den PlayStation Network-Konten der Spieler, um spezielle Relikte im Hauptspiel freizuschalten.
Knack wurde in China als Knack's Adventure zum Launch der PlayStation 4 am 20. März 2015 veröffentlicht.